# Perfect Mom
Perfect Mom is de zevende aflevering van het eerste seizoen van het tienerdrama Beverly Hills, 90210, die voor het eerst werd uitgezonden op 22 november 1990.

## Verhaal
Brenda raakt gefascineerd door Kelly's moeder Jackie, die ze een stuk moderner en aanzienlijker vindt dan haar eigen moeder. Wat Brenda echter niet weet, is dat Jackie een alcoholist en een drugsverslaafde is.
Dit zorgt vooral voor conflicten in Kelly's leven, die uiteindelijk haar heil bij de familie Walsh zoekt. Brenda komt erachter als er een schoonheidswedstrijd wordt gehouden waar scholieren samen met hun moeder over de rode loper moeten lopen. Dit zorgt ervoor dat Brenda meer respect krijgt voor haar eigen moeder.
Andrea moet een artikel schrijven over de modewedstrijd en laat zich overhalen er ook aan mee te doen. Ze is zelf normaal nooit met mode bezig en voelt zich onwennig als ze aan iets meedoet waar alles om uiterlijk draait.

## Rolverdeling
- Jason Priestley - Brandon Walsh
- Shannen Doherty - Brenda Walsh
- Jennie Garth - Kelly Taylor
- Gabrielle Carteris - Andrea Zuckerman
- Brian Austin Green - David Silver
- Douglas Emerson - Scott Scanlon
- Tori Spelling - Donna Martin
- Carol Potter - Cindy Walsh
- James Eckhouse - Jim Walsh
- Ann Gillespie - Jackie Taylor
- Linda Thompson - Nina
- Jordana Capra - Nancy Martin